# Nasitrema globicephalae
Nasitrema globicephalae är en plattmaskart. Nasitrema globicephalae ingår i släktet Nasitrema och familjen Nasitrematidae. Inga underarter finns listade i Catalogue of Life.